# Менезиш, Педру ди
Дон Педро ди Менезиш (порт. Pedro de Meneses, de Menezes, 1370 — 22 сентября 1437) — португальский военный и политический деятель, 2-й граф Виана-ду-Алентежу, 1-й граф Вила-Реал. Известен как первый португальский наместник Сеуты (в Северной Африке).

## Происхождение
Педро ди Менезиш был сыном дворянина Жуана Афонсо Тело ди Менезиша, 1-го графа Орена, 1-го графа Виана-ду-Алентежу, и леди Вила-Реал Маор Портосареро у Сильва (порт. Mayor Portocarrero y Silva). Педро приходился двоюродным братом Леоноре Теллеш де Менезеш, королеве Португалии 1371—1383 годов.
Во время Португальского междуцарствия 1383—1385 годов отец Педро поддерживал Беатрису Португальскую в противостоянии с принцем Жуаном, будущем королём Португалии Жуаном I. Многие дворяне, поддержавшие Беатрису Португальскую лишились имущества и титулов, находились в опале, но Педро удалось доказать свою лояльность королю, и он без проблем унаследовал титулы отца. Педро также унаследовал титул лорда Айльон и Агилар-де-Кампоо в королевстве Кастилия и Леон, но эти титулы в португальском королевстве были иностранными и официально не признавались.
Педро ди Менезиш проявил себя с лучшей стороны во время Битвы при Сеуте в 1415 году, и король Жуан I назначил его 1-м Губернатором Сеуты.

## 1-й Губернатор Сеуты

### Легенды назначения
Согласно историкам, Педро оказался единственным португальским дворянином согласившимся возглавить оборону Сеуты перед лицом неминуемой атаки Маринидов Марокко. Король Жуан I оставил в Сеуте под началом Педро гарнизон в 1600 человек и отплыл домой в Португалию. В 1416 году принц Генрих Мореплаватель был назначен королём куратором Сеуты, обеспечивая гарнизон людьми, снаряжением и провизией.
По довольно героизированным легендам португальских хронистов Жуан I предложил должность губернатора Сеуты нескольким дворянам, но перспектива сидеть годами в новообретённой колонии, отбивая постоянные атаки марокканцев, не вызвала ни у кого энтузиазма. В этот момент юный Педро ди Менезиш (это явно приукрашено хронистами — Педро на тот момент уже было 45 лет) играл на лужайке неподалёку в популярную у португальцев игру чёка (порт. choca), подобие хоккея на траве. Клюшкой (порт. zambujeiro) ему служила засохшая ветка дикой оливы. Услышав, что дворяне один за другим отказываются возглавить Сеуту, Педро подошёл к королю, вызвался остаться в Сеуте и горячо пообещал если надо защитить Сеуту одной только клюшкой из дикой оливы, которую он держал в руке.
По другой версии той же легенды, Педро ди Менезиш, уже назначенный губернатором Сеуты, посетил короля в Португалии в 1418 году. На королевском дворе он играл в игру, похожую на современную шаффлборд (порт. Shuffleboard) как раз в тот момент, когда к королю прибыл гонец из Сеуты с новостями, что марокканцы готовят атаку. Педро заверил короля, что он готов защитить Сеуту одной лишь клюшкой от шаффлборд — алео (порт. aleo).
С тех пор каждый последующий губернатор Сеуты принимая присягу получал клюшку из дикой оливы как символ власти.

### Защита Сеуты
В 1418 (1419) году большая армия Маринидов, поддерживаемая войсками династии Насридов Гранадского эмирата осадили Сеуту. Педро ди Менезиш возглавил оборону Сеуты силами своего гарнизона. Генрих Мореплаватель вместе с братом, принцем Жуаном, отплыли из Португалии с войском на помощь осаждённым. Но ещё до их прибытия Педро, во время неожиданной для противника вылазке, захватил лагерь марокканцев и своими силами снял осаду.
Обвинённый в потере Сеуты, султан Маринидов был убит в городе Фес радикалами-заговорщиками, после него остался только малолетний наследник. Претенденты на трон перегрызлись друг с другом, Марокко погрузился в хаос. Политический кризис в Марокко ослабил военное давление на Сеуту на несколько лет. Португальцев беспокоили только нечастые и небольшие группы марокканцев, приходящих к стенам Сеуты вызвать португальцев на рыцарское персональное единоборство; да мало похожие на войско толпы религиозных фанатиков, подбиваемых суфиями на религиозные войны.
Первые годы владения Сеутой португальцы тратили большие суммы на поддержание жизнеобеспечения обретённой колонии. Но постепенно Педро ди Менезиш сумел перейти на самоокупаемость: взятые в плен в рыцарских поединках марокканцы отпускались за выкуп; пираты, орудующие из Сеуты, грабили мусульманское побережье Африки. Педро даже умудрялся снабжать деньгами Генриха Мореплавателя, которому хронически не хватало денег на грандиозные планы освоения морских путей вокруг Африки и захват новых колоний.
В 1423 году Педро приплыл ненадолго в Португалию улаживать дела — вступить в наследие доминиона его матери как 1-й граф Вила-Реал (титул, пожалованный Педро Жуаном I). Педро ди Менезиш был назначен опекуном наследника престола принца Дуарте (будущего короля Дуарте I). В этом же году он получил от короля официальную грамоту, признающую права своего незаконнорождённого сына — Дуарте. Примерно в 1430 году Педро ди Менезиш вернулся в Португалию ещё раз, оставив во главе Сеуты своего 16-летнего сына Дуарте. В 1433 году Педро был пожалован (с правом передачи по наследству) титул Адмирал королевства Португалии. Титул был пожалован за заслуги вкупе с тем, что Педро женится на Женевре Перейра (порт. Genebra Pereira), дочери предыдущего Адмирала королевства Карлосе Песанья (порт. Carlos (II) Pessanha). Педро вернулся в Сеуту в 1434 году.

### Последние годы

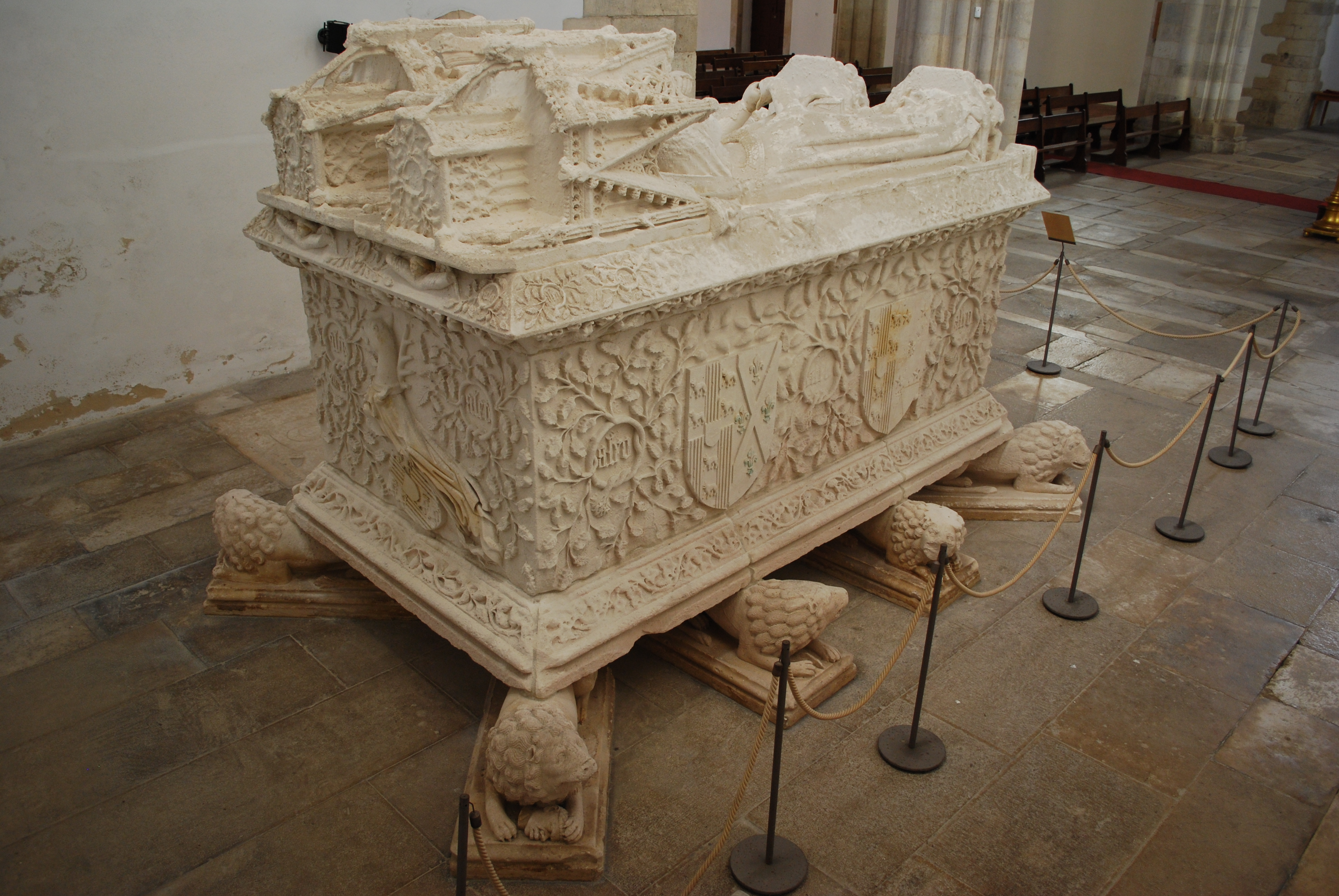
Надгробие Педро ди Менезиша в соборе Сантарена

В 1436—1437 годах португальцы готовили крупное наступление на владения Маринидов Марокко в Северной Африке в районе Танжера. В 1436 году Педро организовал атаку португальцев силами гарнизона Сеуты окрестного укреплённого города марокканцев Тетуана. Атаку на город возглавлял молодой Дуарте ди Менезиш, который к тому времени стал уже фактическим военным командиром Сеуты. В следующем 1437 году большое войско из Португалии во главе с Генрихом Мореплавателем прибыло в Сеуту. Педро хотел сам вести объединённые силы португальцев на Танжер, но к тому времени он был уже довольно стар и болен, и Генрих Мореплаватель заменил старого губернатора его сыном. Осада Танжера началась без Педро, состояние которого стремительно ухудшалось. Дуарте ди Менезиш в разгар осады был отозван к постели умирающего отца, 22 сентября 1437 года Педро ди Менезиш скончался на руках у Дуарте.
У скончавшегося Педро ди Менезиша от четырёх браков было много дочерей (в том числе и незаконнорождённых), но сын был всего один — также незаконнорождённый (хотя его статус официального наследника Педро был подтверждён королём Жуаном I) Дуарте ди Менезиш. Дуарте перешёл титул графа Виана-ду-Алентежу. Жуан I к тому времени уже умер, а новый король Дуарте I передал титул графа Вила-Реал старшей официальной дочери Педро Беатрисе ди Менезиш (порт. Brites de Menezes) и её мужу Фернандо ди Норонья (порт. Fernando de Noronha). Титул Адмирала королевства Португалии перешёл к племяннику Педро Ланкароте Да Кунья (порт. Lançarote da Cunha).
Жизнеописание Педро ди Менезиша (Хроника графа Педро ди Менезиш — порт. Chronica do Conde D. Pedro de Menezes) было составлено королевским хронистом Гомишом ди Зурара в 1463 году. Хроника породила множество легенд, самая типичная из которых гласила, что из-за постоянных стычек с марокканцами вокруг Сеуты Педро 16 лет не снимал кольчугу.
В литературе Педро ди Менезиш иногда проходит как Педро I, чтобы отличить его от внука, также Педро ди Менезиша (сына Беатрисы ди Менезиш и Фернандо ди Норонья), который как и дед занимал должность губернатора Сеуты в 1461-62 и 1463-64 годах. Младший Педро ди Менезиш в литературе называется Педро II. Педро II известен по своему титулу маркиз Вила-Реал.
Педро ди Менезиш был похоронен в кафедральном соборе Сеуты (переделанном из мечети). Позже, дочь Педро перенесла захоронение в собор португальского города Сантарен. Эта могила (совместная с третьей женой Педро — Беатрисой Кутиньо порт. Brites Coutinho) до сих пор сохранилась в соборе. Могила украшена тремя ветками дикой оливы и переплетающейся вязью слов aleo — клюшки, прославившей Педро. Ветки дикой оливы и слово aleo присутствуют и на графском гербе Вила-Реал. Графство наследовалось потомками Педро ди Менезиша (потомками Беатрисы ди Менезиш и Фернандо ди Норонья) до 1641 года, когда эта линия ди Менезиш пресеклась.
Португальский поэт Луис де Камоэнс в своём эпохальном труде «Лузиады» упоминает эпизод с клюшкой для игры и дикой оливой, который исследователи связывают с aleo Педро ди Менезиш.

## Потомки
Педро ди Менезиш был женат 4 раза:

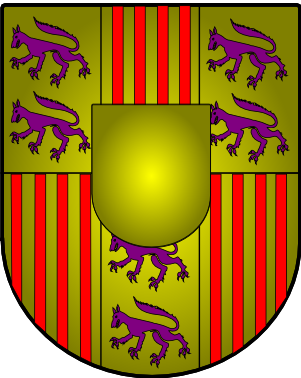
Герб Педро ди Менезиша

- Первая женитьба — на доне Маргарите Ди Миранда (порт. Margarida de Miranda), дочери епископа Коимбры, впоследствии Архиепископ Брага, в браке было две дочери:
  - Дона Беатриса ди Менезиш (порт. Brites de Menezes), замужем за Фернандо ди Норонья (порт. Fernando de Noronha). Беатриса и Фернандо унаследовали титул графов Вила-Реал. Их сын:
    - Дон Педро ди Менезиш Педро II, губернатор Сеуты в 60-х годах XV века, Маркиз Вила-Реал. Участвовал в войне за кастильское наследство, отличился в битве при Торо.

  - Дона Леонора ди Менезиш (порт. Leonor de Meneses), замужем за Фернандо II, 3-м графе Браганса
- Второй брак — с доной Филиппой Кутиньо (порт. Filipa Coutinho), дочерью маршала Португалии (порт. Marechal de Portugal), детей не было.
- Третий брак — с доной Беатрисой Кутиньо (порт. Brites Coutinho), дочерью лорда замка Родриго. Их дочь:
  - Дона Изабель Кутиньо (порт. Isabel Coutinho), леди Мафры
- Четвёртый брак — с доной Женеврой Перейра (порт. Genebra Pereira), дочери Адмирала королевства Карлоса Песанья (порт. Carlos (II) Pessanha), детей не было.

Из незаконнорождённых детей можно отметить:
- Дуарте ди Менезиш, 3-й граф Виана-ду-Алентежу, 2-й граф Виана-ду-Каштелу, лорд Каминья, 1-й португальский капитан-губернатор (порт. primeiro capitão) португальского анклава в Северной Африке Ксар ес-Сегир (порт. Ksar es-Seghir).
- Изабель ди Менезиш (порт. Isabel de Meneses), замужем за Руи Гомесом Да Сильва (порт. Rui Gomes da Silva). 1-м алкайде Кампу-Майора, служил лейтенантом у Педро ди Менезиша в Сеуте. У них было 11 детей, из которых двое почитаются как святые в Римско-католической церкви:
  - Амадей Португальский, блаженный Римско-Католической церкви, францисканец, основатель реформированного, ныне не существующего, францисканского ордена амадеитов, который был назван его именем.
  - Беатриса да Сильва Менезес, святая Римско-Католической церкви, монахиня, основательница женской монашеской конгрегации «Орден Непорочного Зачатия».